# WTA Porto
Das WTA Porto (offiziell: Porto Open) war ein Damen-Tennisturnier der WTA Tour, das 2001 und 2002 in der Stadt Porto, Portugal, ausgetragen wurde.

## Siegerliste

### Einzel
| Jahr | Siegerin                | Finalgegnerin | Ergebnis      |
| ---- | ----------------------- | ------------- | ------------- |
| 2001 | Arantxa Sánchez Vicario | Magui Serna   | 6:3, 6:1      |
| 2002 | Ángeles Montolio        | Magui Serna   | 6:1, 2:6, 7:5 |

### Doppel
| Jahr | Siegerinnen                                         | Finalgegnerinnen            | Ergebnis       |
| ---- | --------------------------------------------------- | --------------------------- | -------------- |
| 2001 | María José Martínez Sánchez Anabel Medina Garrigues | Alexandra Fusai Rita Grande | 6:1, 6:75, 7:5 |
| 2002 | Cara Black Irina Seljutina                          | Kristie Boogert Magui Serna | 7:66, 6:4      |